# Glechoma sardoa
Glechoma sardoa là một loài thực vật có hoa trong họ Hoa môi. Loài này được Augusto Béguinot mô tả khoa học đầu tiên năm 1903 dưới danh pháp Glechoma hederacea var. sardoa. Năm 1912 tác giả này nâng cấp nó lên thành loài độc lập.